# 딕 테일러
딕 테일러(영어: Dick Taylor, 1943년 1월 28일 ~ )은 잉글랜드의 음악가로, 롤링 스톤스의 전임 멤버이다. 테일러는 롤링 스톤스의 초기 베이시스트였지만 시드컵 아트 칼리지(Sidcup Art College)에서 학업을 이어나가기 위해 밴드를 떠났다. 그곳에 있는 동안 그는 1963년 9월에 프리티 싱즈(Pretty Things)를 결성했다. 그는 현재 영국 와이트 섬에 살고 있다.